# Earl of Dalhousie

Wappen der Earls of Dalhousie

Earl of Dalhousie, in the County of Midlothian, ist ein erblicher britischer Adelstitel in der Peerage of Scotland.
Der jeweilige Earl ist erblicher Clan Chief des Clan Ramsay.
Familiensitz der Earls ist seit Anfang des 20. Jahrhunderts Brechin Castle. Der frühere Familiensitz Dalhousie Castle, nach dem der Titel benannt ist, wurde 2003 verkauft, nachdem er bereits in den 1970er Jahren zum Hotel umgebaut und viele Jahre vermietet gewesen war.

## Verleihung und nachgeordnete Titel
Der Titel wurde am 29. Juni 1633 für William Ramsay, 2. Lord Ramsay of Dalhousie, geschaffen. Dieser war zuvor mehrere Jahre Abgeordneter im schottischen Parlament sowie oberster Sheriff von Edinburghshire gewesen. Zusammen mit der Earlswürde wurde ihm, ebenfalls in der Peerage of Scotland, der Titel Lord Ramsay of Keringtoun verliehen.
Bereits 1629 hatte er von seinem Vater, der ebenfalls ein schottisches Parlamentsmitglied war, den Titel Lord Ramsay of Dalhousie geerbt. Diesem war durch Letters Patent vom 25. August 1618 in der Peerage of Scotland der Titel Lord Ramsay of Melrose verliehen und dieser mit Änderungsurkunde vom 5. Januar 1619 in Lord Ramsay of Dalhousie umbenannt worden.
Der 12. Earl war Admiral der Royal Navy. Er wurde 1875 zum Baron Ramsay, of Glenmark in the County of Forfar, erhoben. Durch diesen Titel, der zur Peerage of the United Kingdom gehört, erhielt der jeweilige Earl einen automatischen Sitz im House of Lords.
Der älteste Sohn des jeweiligen Earls führt als Titelerbe (Heir apparent) den Höflichkeitstitel Lord Ramsay.

## Weitere Titel

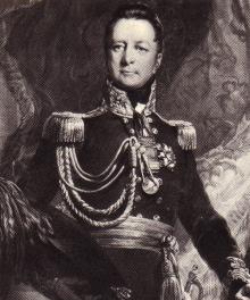
George Ramsay, 9. Earl of Dalhousie

Der 9. Earl, ein bedeutender Militär seiner Zeit, wurde am 11. August 1815 zum Baron Dalhousie, of Dalhousie Castle in the County of Edinburgh, erhoben, um ihm einen ständigen Sitz im House of Lords zu geben. Sein Sohn, der 10. Earl, war Generalgouverneur von Indien. Er wurde am 25. August 1849 zum Marquess of Dalhousie, of Dalhousie Castle in the County of Edinburgh and of the Punjab, erhoben. Beide Titel, die zur Peerage of the United Kingdom gehörten, erloschen, als der Marquess am 22. Dezember 1860 starb, ohne einen Sohn zu hinterlassen.
Der 11. Earl hatte bereits 1852 von seinem Vater den am 10. September 1831 für diesen geschaffenen Titel Baron Panmure, of Brechin and Navar in the County of Forfar, geerbt. Dieser erlosch, als er am 6. Juli 1874 kinderlos starb.

## Liste der Lords Ramsay of Dalhousie und Earls of Dalhousie

### Lords Ramsay of Dalhousie (1618)
- George Ramsay, 1. Lord Ramsay of Dalhousie († 1629)
- William Ramsay, 2. Lord Ramsay of Dalhousie († 1672) (1633 zum Earl of Dalhousie erhoben)

### Earls of Dalhousie (1633)
- William Ramsay, 1. Earl of Dalhousie († 1672)
- George Ramsay, 2. Earl of Dalhousie († 1674)
- William Ramsay, 3. Earl of Dalhousie († 1682)
- George Ramsay, 4. Earl of Dalhousie († 1696)
- William Ramsay, 5. Earl of Dalhousie († 1710)
- William Ramsay, 6. Earl of Dalhousie (um 1660–1739)
- Charles Ramsay, 7. Earl of Dalhousie († 1764)
- George Ramsay, 8. Earl of Dalhousie († 1787)
- George Ramsay, 9. Earl of Dalhousie (1770–1838)
- James Broun-Ramsay, 1. Marquess of Dalhousie, 10. Earl of Dalhousie (1812–1860)
- Fox Maule-Ramsay, 11. Earl of Dalhousie (1801–1874)
- George Ramsay, 12. Earl of Dalhousie (1806–1880)
- John Ramsay, 13. Earl of Dalhousie (1847–1887)
- Arthur Ramsay, 14. Earl of Dalhousie (1878–1928)
- John Ramsay, 15. Earl of Dalhousie (1904–1950)
- Simon Ramsay, 16. Earl of Dalhousie (1914–1999)
- James Ramsay, 17. Earl of Dalhousie (* 1948)

Heir apparent ist der Sohn des jetzigen Earls, Simon David Ramsay, Lord Ramsay (* 1981).